# Мар'янівський склозавод
Мар'янівський склозавод (ВАТ «Мар'янівський склозавод») — підприємство скляної промисловості у смт. Мар'янівка, Звягельський район, Житомирської області. ВАТ «Мар'янівський склозавод» — є найстарішим з діючих в Україні підприємств, зайнятих виробництвом скловиробів. Нині ВАТ «Мар'янівський склозавод» — це виробництво, яке відповідає високим вимогам міжнародних стандартів з ефективності підготовки виробництва, рівня охорони праці, якості продукції, підготовки кадрів.
Підприємство спроможне задовольнити найвибагливіші вимоги споживачів у аптекарському посуді зі світлозахисного скла ОС.

## Історія та сьогодення
- Завод заснований у 1700 році. Одне з найдавніших підприємств Житомирщини яке працює аж по сьогоднішній час. Тривалий час завод не працював, що пов'язано з втратою ринку збуту (90-ті роки ХХ ст.).

ВАТ «Мар'янівський склозавод»

- Мар'янівка — склозавод, склозавод — Мар'янівка, саме так говорять місцеві жителі. Уся історія їхнього життя тісно пов'язана із заводом. Були в його історії як світлі сторінки так і не дуже. Після жовтня 1917 року почалася ВАТ «Мар'янівський склозавод» нова епоха в історії селища. Змінилася влада в країні, змінилося і життя її мешканців. У 20-х роках біднота утворила комітет незалежних селян. Населення залучалось до споживчої кооперації, відбулося відкриття лікнепу, хати-читальні. 1926-ий для жителів Мар'янівки став переломним. Цього року вони прогнали власника заводу Розенфальда і створили артіль. Щоправда і він не довго проіснував. Лише до вересня 1927 року. У ці часи на заводі виробляли різний побутовий посуд. Більше 90% виробів створювалися ручним способом. Згодом була Німецько-радянська війна. З 10 липня 1941 р. по 1 січня 1944 р.
- Мар'янівка була окупована гітлерівськими військами. 250 жителів брало участь у війні, 127 із них загинули. Дуже великої шкоди війна завдала заводу та сільському господарству в цілому. Проте, місцеві жителі дуже працелюбні, і невдовзі усе було відбудовано. 1948 року склозавод механізували. Це дало можливість підвищити продуктивність праці в 3 рази. Реконструкції відбувались і в подальшому. У 1960—1965 рр. завдяки переобладнанню підприємства, завод став високомеханізованим виробництвом з двома потужними на той час печами. Випуск продукції зріс у 2 рази. Далі відбувалася реконструкція у період 80-х років: розширили ванні печі та замінили все технологічне устаткування заводу з вітчизняного на імпортне. У 1993—1994 рр. проведено газифікацію школи та заводу. З настанням епохи приватизації, у 1997 році на заводі було створено відкрите акціонерне товариство «Мар'янівський склозавод». Стратегічним акціонером якого згодом стало приватне підприємство «Ян». Завдяки такому об'єднанню підприємство залишилося на високому рівні. Воно і надалі розвивається. Проте задля цього у тяжкі 90-ті, підприємству довелося взяти позику в банку, аби збудувати нову піч та встановити високоефективне газове опалення. Згодом розпочався новий етап розвитку заводу. Після реконструкції завод запрацював ще потужніше. Виробництво стало відповідати рівню високих міжнародних стандартів з ефективності підготовки виробництва, рівня охорони праці, якості продукції та підготовки кадрів. Плідна праця колективу підприємства неодноразово відзначалась державою. У 2004 році ВАТ «Мар'янівський склозавод» нагороджений дипломом у номінації «Лідер промисловості та підприємництва України 2004».
- Усе це дає змогу говорити про те, що доки буде працювати і розвиватись завод, доти й буде жити селище Мар'янівка.

## Адреса та контакти підприємства
- Житомирська область, Звягельський район, смт Мар'янівка, вул. Заводська, 1
- індекс: 12725